# عريض المنقار الداكن
الطائر عريض المنقار الداكن (بالانجليزية: Dusky broadbill) (الأسم العلمي: Corydon sumatranus). هو نوع من الطيور من أسرة الطيور عريضة المنقار. يوجد في بروناي وكمبوديا واندونيسيا ولاوس وماليزيا وميانمار وسنغافورة وتايلاند وفيتنام.

المواطن الطبيعية هي الغابات والأراضي المنخفضة أو شبه المدارية الرطبة والغابات الجبلية الرطبة شبه الاستوائية أو المدارية.